# ジョーヴェ
ジョーヴェ（伊: Giove）は、イタリア共和国ウンブリア州テルニ県にある、人口約1,800人の基礎自治体（コムーネ）。

## 地理

### 位置・広がり
テルニ県南東部のコムーネ。

#### 隣接コムーネ
隣接するコムーネは以下の通り。
- アメーリア
- アッティリアーノ
- バッサーノ・イン・テヴェリーナ (VT)
- ボマルツォ (VT)
- オルテ (VT)
- ペンナ・イン・テヴェリーナ

### 気候分類・地震分類
ジョーヴェにおけるイタリアの気候分類 (it) および度日は、zona D, 1896 GGである。
また、イタリアの地震リスク階級 (it) では、zona 3 (sismicità bassa) に分類される。

## 文化・観光
「イタリアの最も美しい村」クラブ加盟コムーネである。